# Liophloeus
Liophloeus — род жесткокрылых семейства долгоносиков.

## Описание
Сравнительно крупные долгоносики. Тело сильно расширенное к задней трети. Крылья отсутствуют.

## Экология
Личинки развиваются в почве.

## Виды
Некоторые виды рода:
- Liophloeus kiesenwetteri Tournier, 1889
- Liophloeus laevifrons Petri, 1912
- Liophloeus ophthalmicus Stierlin, 1889
- Liophloeus paulinoi Desbrochers, 1875
- Liophloeus pupillatus Apfelbeck, 1928